# Klingenbach (Eyach)
Der Klingenbach ist ein unter 12 km langer Bach im Zollernalbkreis in Baden-Württemberg, der nach einem insgesamt westnordwestlichen Lauf bei der zum  Balinger Stadtteil Ostdorf gehörenden Gießmühle von rechts in die mittlere Eyach mündet.

## Geographie

### Verlauf

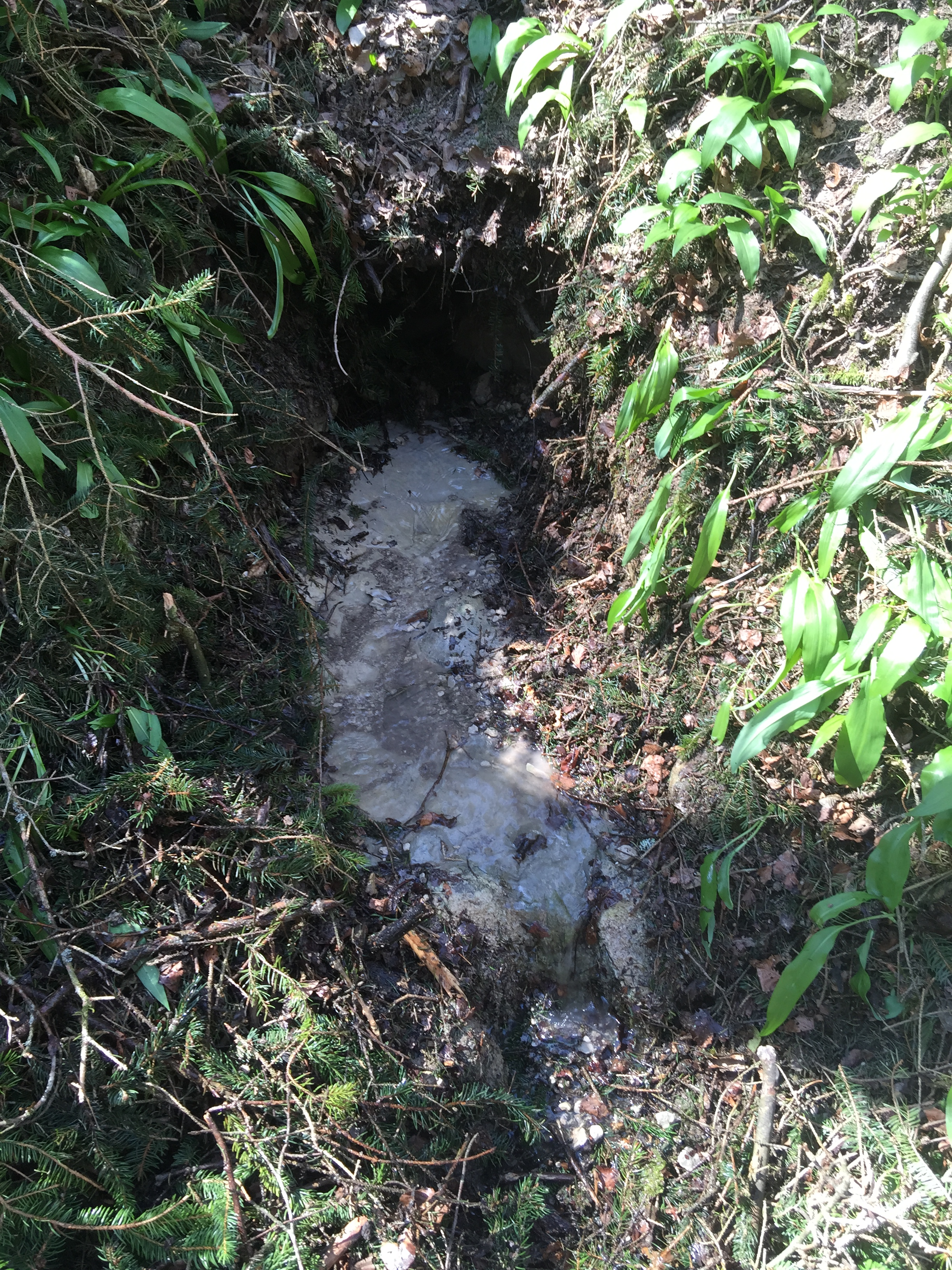
Quelle unmittelbar unterhalb des Albtraufs

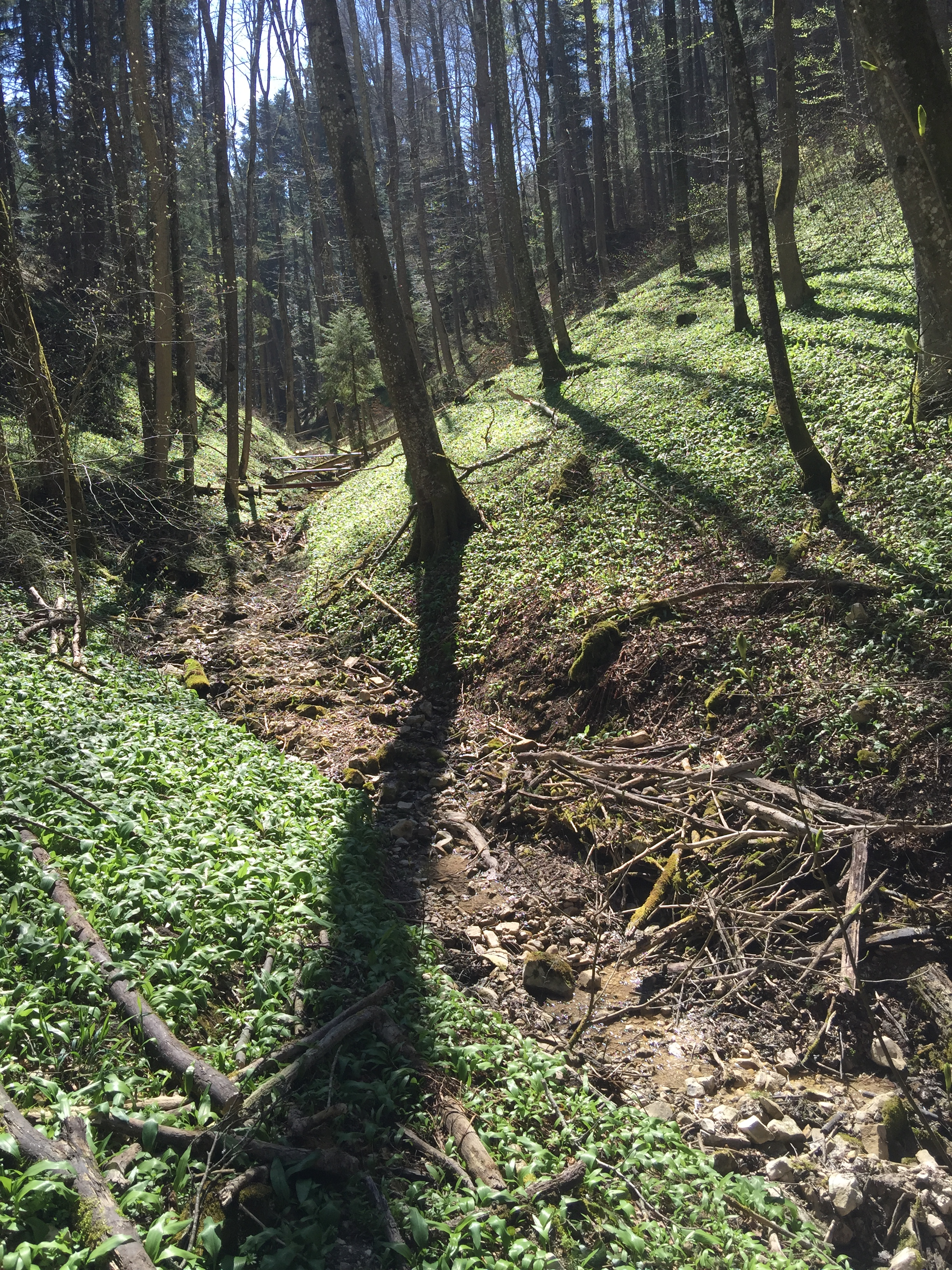
Waldtalrinne des Oberlaufs

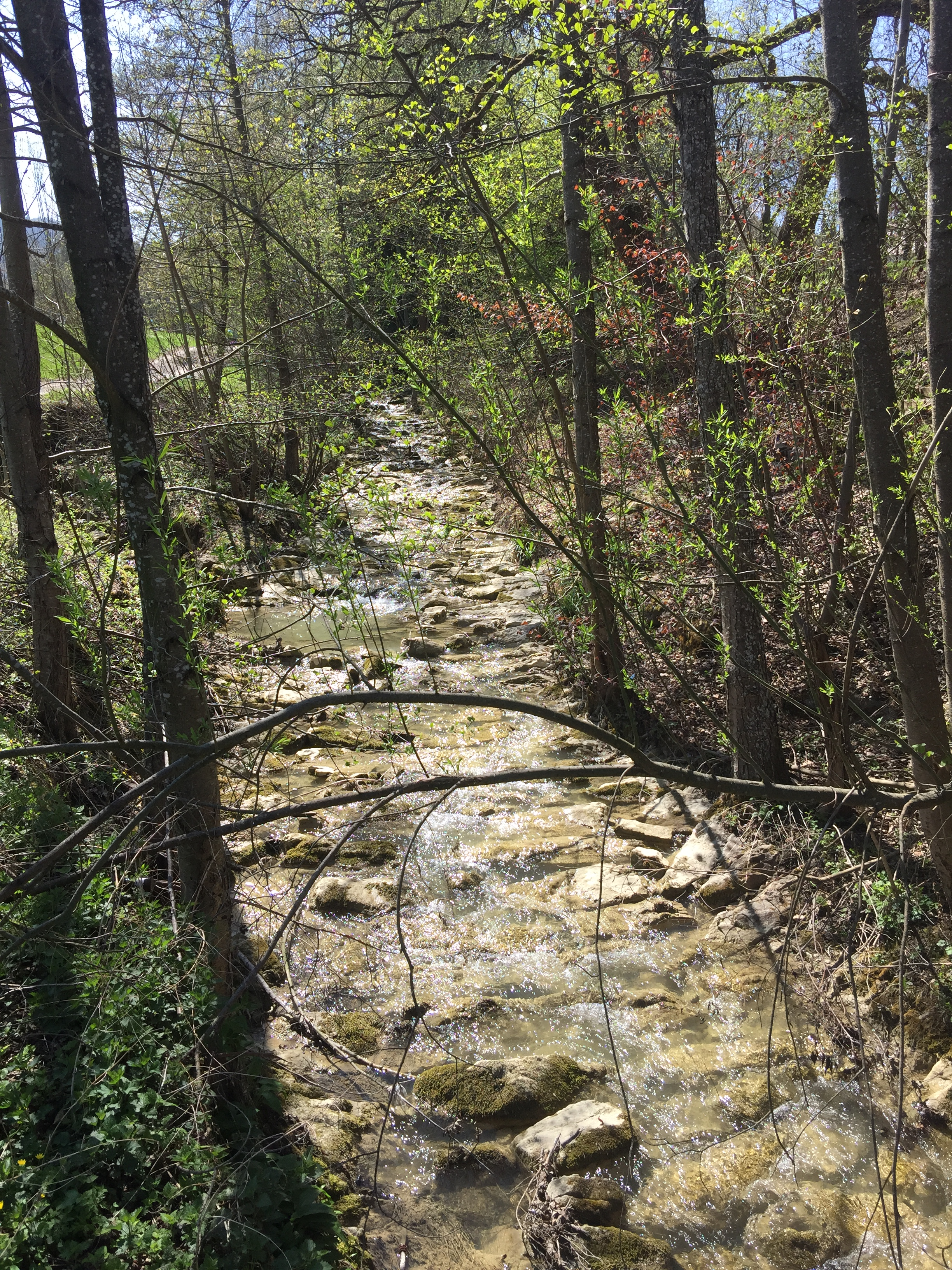
Der Bach beim Eintritt nach Thanheim

Der Klingenbach entsteht an einer zurückspringenden Partie des Traufs der Hohen Schwabenalb etwa zwei Kilometer westlich von Onstmettingen im Ostrand des Waldes Stauden. Er entspringt einer Quelle etwa auf 850 m ü. NHN unterhalb der in seiner oberen Waldtalralrinne laufenden K 7141 von Pfeffingen im Süden her; dort im Süden entspringt in weniger als einem Kilometer Entfernung auch die Quelle seines Vorfluters Eyach. Er kehrt sich nach einigen hundert Metern auf Nordwestlauf und durchläuft nun in recht starkem Gefälle sein schlichtweg Tal genanntes Oberlauf-Kerbtal zwischen dem Irrenberg und dem Hundsrücken links sowie zuletzt dem Heiligenkopf rechts. Dieser Talabschnitt ist Luftlinie über 2,5 km lang, parallel zum Bach läuft hier die Stich genannte Passstraße der Landesstraße 360. Schon im Tal wechselt der Bach ins Vorland der westlichen Schwäbischen Alb über. Am ersten größeren, noch namenlosen Zufluss von links tritt der Bach dann am Südrand des zu Bisingen gehörenden Dorfes Thanheim westlich des Heiligenkopfes aus dem Wald in die stark besiedelte Flurlandschaft am Albfuß aus.
In der Mitte von Thanheim mündet neben der Brücke der Ebersbergstraße der fast 2 km lange Auchterbach aus dem Ostsüdosten, der am Albtrauf unter dem kleinen Sattel zwischen Blasenberg (886,3 m ü. NHN) und dem näheren Heiligenkopf (893,1 m ü. NHN) auf etwa 840 m ü. NHN entsteht; weniger als einen halben Kilometer weiter östlich beginnt die Schmiecha am flachen Ostabfall ihren langen Lauf zur Donau. Nach dem Zulauf des Auchterbachs läuft der Klingenbach in einer steil eingetieften Geländerinne zunächst noch durch Thanheim und tritt danach fast ohne Flurunterbrechung ins Weichbild von Bisingen selbst ein. Dort fließt ihm, nachdem er den Ortskern mit der Kirche links über dem Lauf passiert hat, von dieser Seite der Borrenbach zu, der im Süden noch im unteren Hangwald zu Füßen des Hundsrückens (931,4 m ü. NHN) entspringt. Schon im Ortsbereich nimmt dieser noch einen rechten Zulauf auf, der wenig unter dessen abfallenden Nordausläufer Häufelsberg ebenfalls im Wald entsteht.
Der Klingenbach zieht nun fast in westlicher Richtung weiter, unterquert die Zollernalbbahn und passiert das mit Bisingen zusammengebaute und zu ihm gehörige Dorf Steinhofen. Wenig nach dem Rapphof am linken Hang danach quert die Trasse der autobahnähnlich ausgebauten B 27 den Lauf, der sich nun wieder stärker eintieft, worauf nach dem Zulauf des Krebsbachs aus dem Nordosten auf etwa 494 m ü. NHN an der Kläranlage von Bisingen sich diese von der B 463 genutzte Klinge des Aftertals mit Wald füllt. Zuletzt fließt der Klingenbach noch auf das Gebiet der Stadt Balingen ein und mündet bald an der Gießmühle von dessen Stadtteil Ostdorf, 11,8 km unterhalb seiner Quelle und auf etwa 463 m ü. NHN, von rechts und am Ende Südosten in die mittlere Eyach.

### Einzugsgebiet
Der Klingenbach entwässert ein Gebiet von 17,8 km² mit einem Anteil an der Hohen Schwabenalb im Oberlauf, das aber vor allem im Westlichen Albvorland liegt, in westnordwestlicher Richtung zur mittleren Eyach. Es ist mit maximal 2 km Breite relativ schmal und erstreckt sich etwas gewunden ungefähr 10 km weit vom Pfeffinger Höfle (896 m ü. NHN) wenig über der Quelle bis zur Mündung. Von dort an liegt an der rechten Wasserscheide im Norden zunächst das Einzugsgebiet des kleineren abwärtigen Eyachzuflusses Talbach an, dann fließt an der Nordostseite dicht außerhalb der Zimmerbach über die Starzel wie die Eyach auch zum Neckar. Nachdem die Scheide in weiterhin südöstlicher Richtung zwischen Blasenberg (886,3 m ü. NHN) und dem Heiligenkopf (893,1 m ü. NHN) den Albtrauf erklommen hat, setzt dann jenseits das Einzugsgebiet der langen Schmiecha ein; weil diese in Gegenrichtung zur Donau läuft, ist dieser Abschnitt bis zum Höfle Teil der Europäischen Hauptwasserscheide zwischen Nordsee und Schwarzem Meer. Vom Höfle aus zieht dann ein südliches Stück der Wasserscheide auf einem westlichen Albsporn zu Irrenberg (921,3 m ü. NHN) und Hundsrücken (931,1 m ü. NHN), die Gegenseite wird hier von der oberen und mittleren Eyach entwässert, zunächst von ihrem obersten Lauf, dann von mittelgroßen rechten Zuflüssen. Die beiden Berge sind die höchsten Erhebungen im Einzugsgebiet. An der anschließenden südwestlichen Wasserscheide vom Hundsrücken hinab ins Albvorland und dann bis zur Mündung konkurriert nahe ein mittlerer Eyachzufluss mit mehrfach wechselndem Namen, der ihr nach Durchlaufen von Engstlatt kurz vor dem Klingenbach ebenfalls als Talbach zufließt.
Knapp ein Drittel des Einzugsgebietes ist bewaldet, dieser Teil liegt fast ausschließlich an den Hängen unter dem Albtrauf im Taltrog des Oberlaufs, der sich dann zum Voralbland hin vor allem linksseits stark ausweitet. Auf der Albhochfläche liegen nur sehr kleine Fluranteile, die meisten dagegen im Vorland, wo heute auch Siedlungsgebiete der großgewordenen Dörfer einen merklichen Teil der Landschaft bedecken.
Von der Gesamtfläche gehört der größte Teil zu Bisingen, jeweils ein kleiner ganz im Ostsüdosten Albstadt, an der linken Wasserscheide und am untersten Lauf zu Balingen sowie rechts über dem untersten Lauf zu Grosselfingen.

### Zuflüsse und Seen
Liste der Zuflüsse und  Seen von der Quelle zur Mündung. Gewässerlänge, Seefläche und Einzugsgebiet und Höhe nach den entsprechenden Layern auf der Onlinekarte der LUBW. Andere Quellen für die Angaben sind vermerkt.
Quelle des Klingenbachs auf etwa 850 m ü. NHN etwa 0,6 km westlich vom nächsten der Heuberghöfe im Stadtteil Onstmettingen von Albstadt, im Ostrand des Waldes Stauden westlich-unterhalb der K 7141. Die Eyachquelle seines Vorfluters entspringt weniger als einen Kilometer weiter südlich auf der anderen Seite des Albtraufs. Der Klingenbach fließt fast von Anfang an nordwestlich durch ein oft auch auf der schmalen Talsohle bewaldetes Kerbtal.
- Rechts am Lauf auf etwa 780 m ü. NHN liegen zwei Teiche, zusammen 0,3 ha, kurz vor der Talsteige der L 360 von Onstmettingen her, die dann im Waldtal läuft.
- (Bach aus der Kohlgrube), von links und Südwesten auf etwa 715 m ü. NHN im Buchholder Wald, ca. 1,0 km[8] und ca. 1,0 km².[9] Entsteht auf etwa 885 m ü. NHN am steilen Ostabfall des Irrenbergs (921,3 m ü. NHN[5]) südöstlich des Gipfels mit dem Wasserreservoir.
- Passiert links unter einem Teich auf etwas unter 690 m ü. NHN an der Bergseite der Landesstraße, 0,1 ha.
- (Waldbach aus dem Steinhofener Wald), von links und Süden auf etwa 628 m ü. NHN am Südrand des Dorfs Thanheim von Bisingen an der Eyachbrücke der Landesstraße, 1,4 km und 1,1 km². Entsteht auf etwa 795 m ü. NHN unterm Hörnle. Hier weitete sich das Tal zu einer Flurbucht, die noch im Dorf inns offene Vorland der Schwäbisch Alb übergeht.
  - (Linker Quellast des vorigen), von links und Süden auf etwa 665 m ü. NHN östlich des Häufelsbergs schon im Steinhofener Wald, 0,7 km und ca. 0,6 km².[9] Entsteht auf etwa 775 m ü. NHN im Bisinger Wald unterm Hundsrücken (931,1 m ü. NHN), der nach Norden im Häufelsberg tiefer ausläuft. Quellast mit dem größeren Einzugsgebiet.
- Auchterbach, von rechts und Ostsüdosten auf etwa 595 m ü. NHN in Thanheim an der Klingenbachbrücke der Ebersbergstraße, 1,8 km und 0,9 km². Entsteht auf etwa 840 m ü. NHN an Nordwestabfall des Heiligenkopfs (893,1 m ü. NHN[5]).
- Borrenbach, von links und Süden auf etwa 547 m ü. NHN in Bisingen wenig westlich des Lindenplatzes, 1,9 km und 2,1 km². Entsteht auf etwa 600 m ü. NHN im Waldgewann Engenbol. Nach diesem Zufluss läuft der Klingenbach fast westlich.
  - Angelbach, im Oberlauf Lauenbach, von rechts und Südosten auf etwa 55 m ü. NHN in Bisingen an der Borrenbachquerung der nach ihm benannten Straße, 2,2 km und ca. 1,1 km².[9] Entsteht auf etwa 660 m ü. NHN im Waldgewann Sindelstall etwas nördlich des Häufelsbergs. Quellast des Borrenbachs mit dem größeren Einzugsgebiet.
- Krebsbach, von rechts und Nordosten auf etwa 494 m ü. NHN an der Kläranlage von Bisingen, 1,7 km und 1,3 km². Entsteht auf etwa 543 m ü. NHN südlich des Bisinger Bergs (569,8 m ü. NHN[5]).

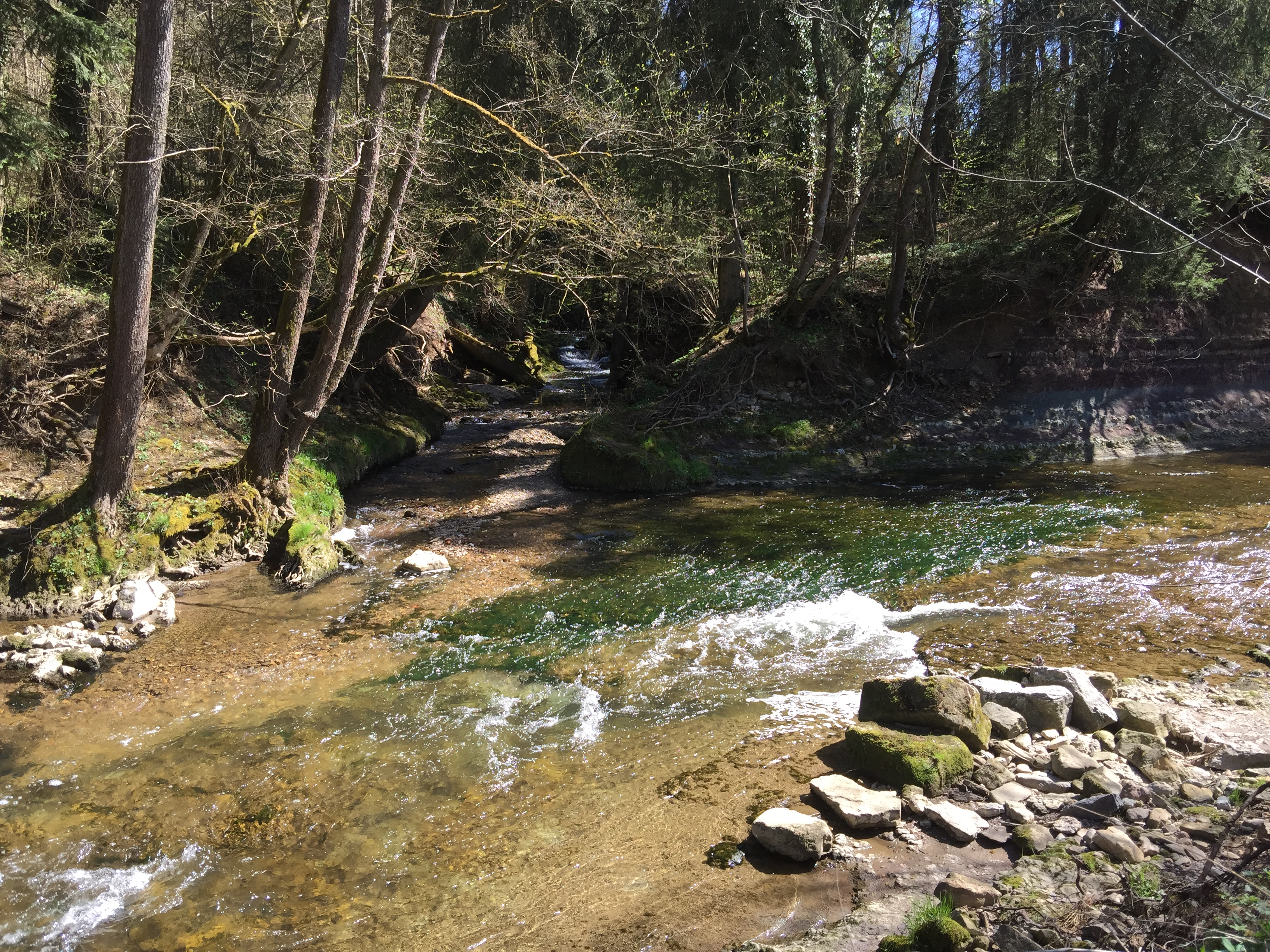
Mündung des Klingenbachs (hinten) in die Eyach (von rechts)

Mündung des Klingenbach von rechts und zuallerletzt wieder Südosten auf etwa 463 m ü. NHN an der Gießmühle von Balingen-Ostdorf in die mittlere Eyach. Der Klingenbach ist 11,8 km lang und hat ein Einzugsgebiet von 17,8 km².

### Ortschaften
Ortschaften am Lauf mit ihren Zugehörigkeiten. Nur die Namen tiefster Schachtelungsstufe bezeichnen Siedlungsanrainer.
- Zollernalbkreis
  - Stadt Albstadt
    - Stadtteil Onstmettingen
      - Heuberghöfe (Höfe, rechte Hochebene)

  - Gemeinde Bisingen
    - Thanheim (Dorf)
    - Bisingen (Dorf)
    - Steinhofen (Dorf, überwiegend rechts)
    - Rapphof (Siedlungsplatz, linker Hang)
    - Riedhalde (Siedlungsplatz, rechter Hang)

  - Stadt Balingen
    - Stadtteil Ostdorf
      - Gießmühle (Häuser, links)

## Geologie

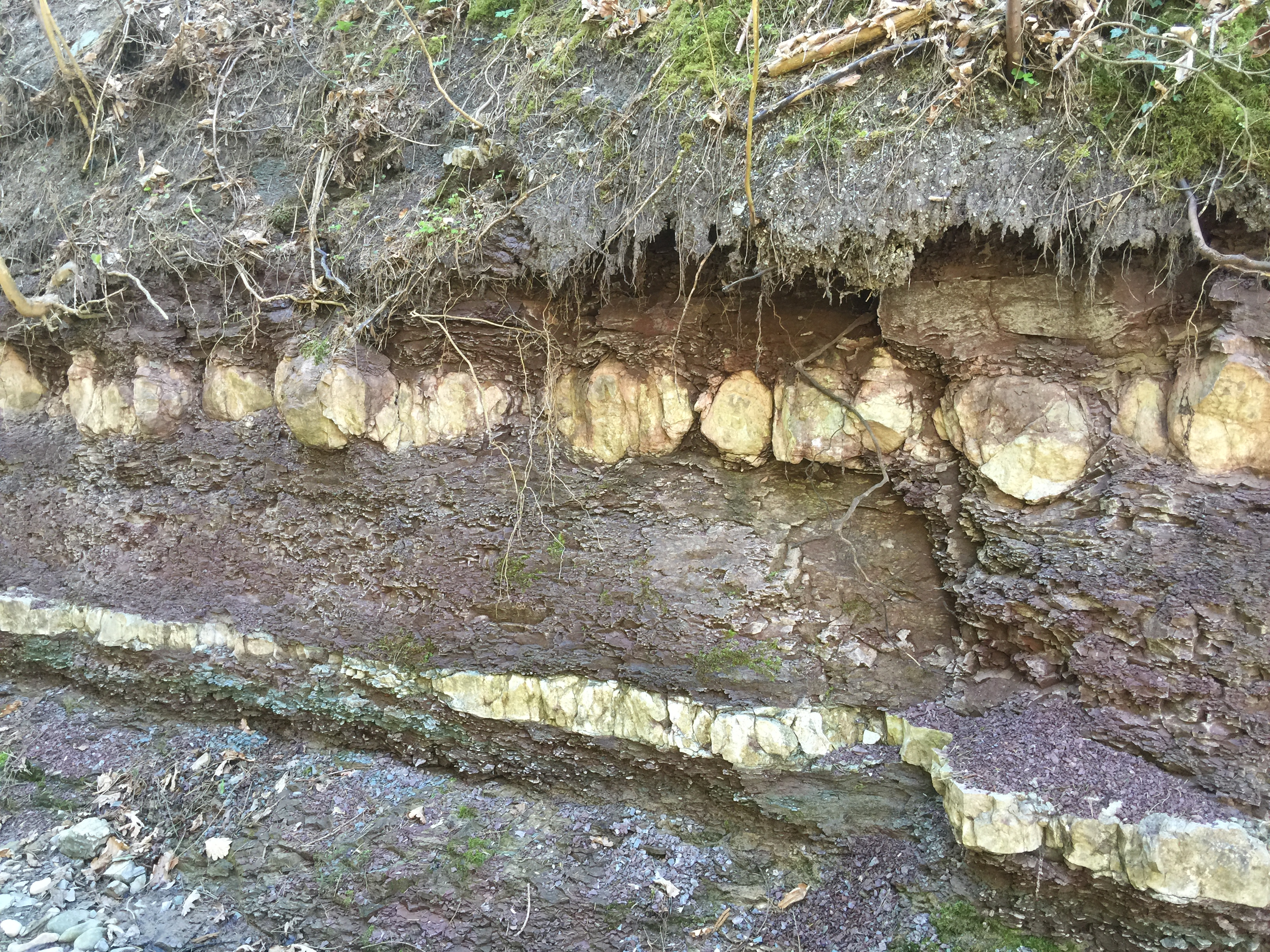
Aufschluss des oberen Mittelkeupers im Mündungsbereich

Der Klingenbach läuft fast bis zuletzt auf Gesteinsschichten des Juras. Er entspringt im Weißjura in der Wohlgeschichteten Kalk- oder der Impressamergel-Formation, quert auf seinem beginnenden Nordwestlauf kurz eine Hangschuttzone und fließt dann bis etwa Bisingen im Braunjura, anschließend auf Westlauf im Schwarzjura. Der Unterlauf etwa ab der Kläranlage hat sich eine der für diesen typischen Klingen in den oberen Mittelkeuper gegraben.
Von Thanheim bis unterhalb Steinhofens begleitet ein breiter Auensedimentstreifen den Lauf.

## Hochwasser
Nach lang anhaltenden Gewitterregen trat der Klingenbach am 2. Mai 2024 in Thanheim, Bisingen und Steinhofen über die Ufer und verursachte Millionenschäden. Das vorausgegangene Regenereignis findet in dieser Intensität nur etwa alle 1.000 bis 5.000 Jahre statt.